# Wilson Moncayo
Wilson Abraham Moncayo Jalil (ur. 20 września 1944 w Ambato, zm. 12 marca 2012 w Quito) – ekwadorski duchowny katolicki, biskup Santo Domingo (wcześniej Santo Domingo de Los Colorados) w latach 2002-2012.

## Życiorys
Święcenia kapłańskie przyjął 23 sierpnia 1970 i został inkardynowany do diecezji Latacunga. Pracował jako proboszcz w kilku parafiach diecezji, zaś w 1982 został jej wikariuszem generalnym. W 1990 otrzymał nominację na wikariusza biskupiego ds. duszpasterstwa społecznego. W 1993 przeniósł się do Quito i objął probostwo jednej z tamtejszych parafii, zaś w 1996 został także sekretarzem Komisji ds. Duszpasterstwa Społecznego Konferencji Episkopatu Ekwadoru.

### Episkopat
11 maja 2002 papież Jan Paweł II mianował go biskupem diecezji Santo Domingo de Los Colorados. Sakry biskupiej udzielił mu 22 czerwca tegoż roku ówczesny arcybiskup Portoviejo, José Mario Ruiz Navas.
Zmarł 12 marca 2012 w Quito na raka.